# Mariana Alcázar Peña
Mariana Alcázar Peña (Valencia, 1739-Madrid, 17 de noviembre de 1797) fue una actriz española de diversos géneros.

## Biografía
Hija de José Alcázar y Luisa Peña, se trasladó a Madrid en 1757 buscando trabajo en alguna compañía teatral, que consiguió en calidad de séptima dama en la compañía de José Parra.
Contrajo matrimonio con el también actor José García Ugalde, con quien trabajó en las compañías de José Martínez Gálvez (1760) y Ángel Valledón (1761).
En 1762 trabajó en la compañía de María Hidalgo. Su rivalidad con María Ladvenant hizo que resucitaran las guerras de bandos, que dos décadas antes enfrentaron a «Chorizos», que ostentaban un lazo azul y la apoyaban, y los «Polacos», que llevaban un lazo dorado y eran partidarios de María Ladvenant. Este enfrentamiento obligó a la separación de las actrices en compañías diferentes y duró hasta el año 1763.
Su éxito le permitió establecer compañía propia en Madrid.
Se retiró de la escena en 1787, al morir su marido. A partir de ese momento se dedicó exclusivamente a sus hijos y murió en 1797.

## Vida profesional
Actuó principalmente en Madrid donde disfrutó de una gran popularidad, especialmente a raíz de sus actuaciones cómicas.
Escribió un sainete en un acto, "La visita del Hospital del Mundo", acompañado por música, que se conserva en el Instituto del Teatro de Barcelona. Se estrenó la obra en Madrid por la compañía de María Hidalgo. Aunque no es una pieza literariamente relevante, sí que es quizá reflejo de la desenvoltura que Mariana Alcázar desplegaba en el escenario.
Fue apreciada tanto por Moratín como por Ramón de la Cruz.